# منتخب مالي تحت 20 سنة لكرة القدم
منتخب مالي تحت 20 سنة لكرة القدم (بالفرنسية: Équipe du Mali des moins de 20 ans de football) هو ممثل مالي الرسمي في المنافسات الدولية في كرة القدم في فئة كرة قدم تحت 20 سنة للرجال.